# George Kehinde Olatunde
George Kehinde Olatunde(* 12. September 1992), auch einfach nur George genannt, ist ein nigerianischer Fußballspieler.

## Karriere
George Kehinde Olatunde stand von 2013 bis 2015 in seiner Heimat Nigeria beim MFM FC in Lagos unter Vertrag. Wo er vorher gespielt hat sowie nach seiner Zeit beim MFM ist unbekannt. 2018 ging er nach Myanmar. Hier unterschrieb er für ein Jahr einen Vertrag beim Zweitligisten Royal Thanlyin FC in Thanlyin. Mit dem Verein wurde er am Ende der Saison Meister der zweiten Liga. Im Januar 2019 wechselte er zum Ligakonkurrenten Kachin United FC. Im Juli 2019 verpflichtete ihn der Erstligist Chinland FC. Für den Verein absolvierte er 2019 elf Erstligaspiele. Am Ende der Saison musste er mit dem Verein als Tabellenletzter in die zweite Liga absteigen. Im Juli 2021 zog es ihn nach Thailand. Hier verpflichtete ihn der Amateurligist Hippo FC. Der 3Drittligist STK Muangnont FC nahm ihn im August 2022 unter Vertrag. Mit dem Verein aus Ayutthaya spielt er in der Bangkok Metropolitan Region der Liga.

## Erfolge
Royal Thanlyin FC
- Myanmarischer Zweitligameister: 2018